# Expédition d'Entrecasteaux

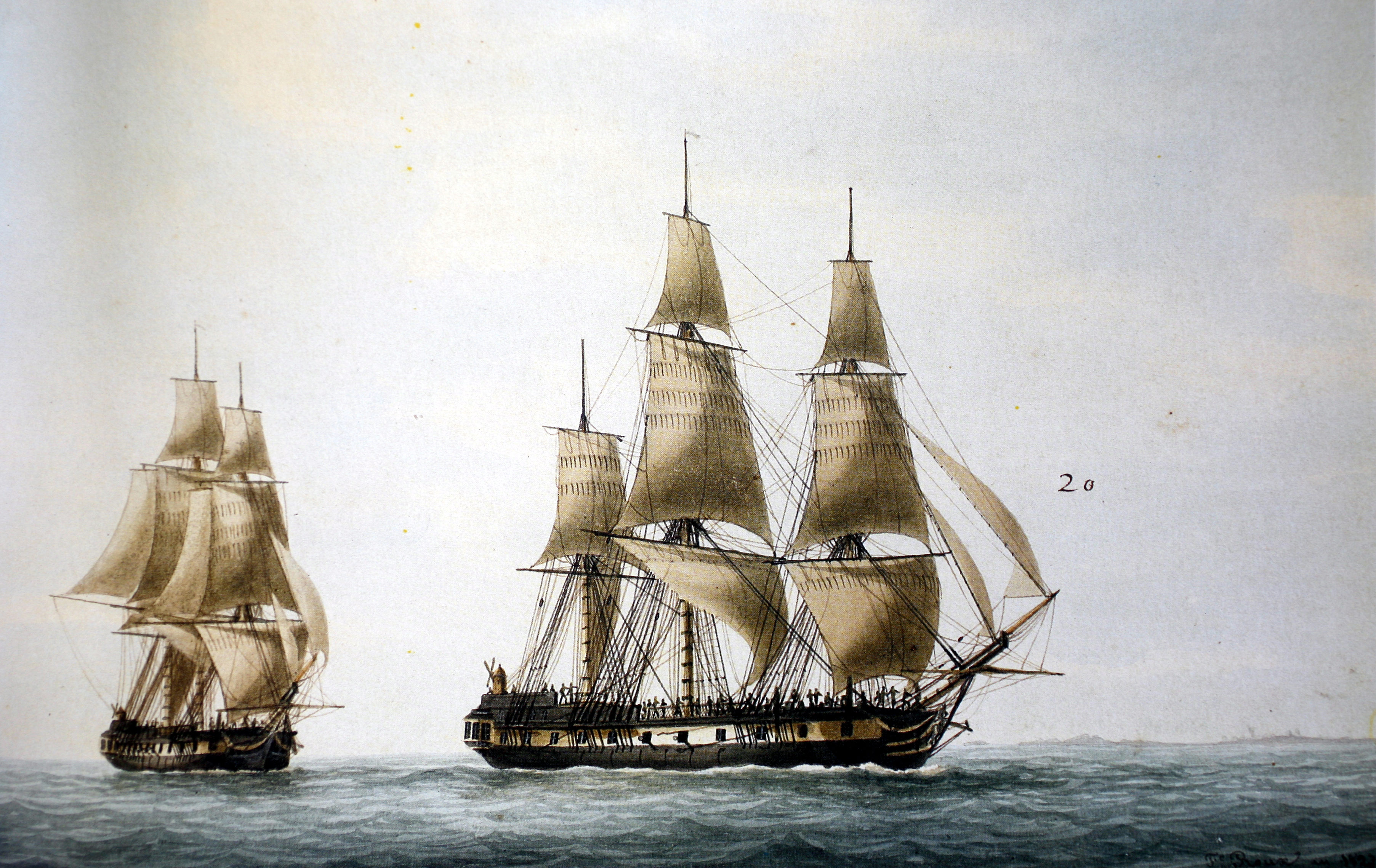
La Recherche et L'Espérance, par François Roux

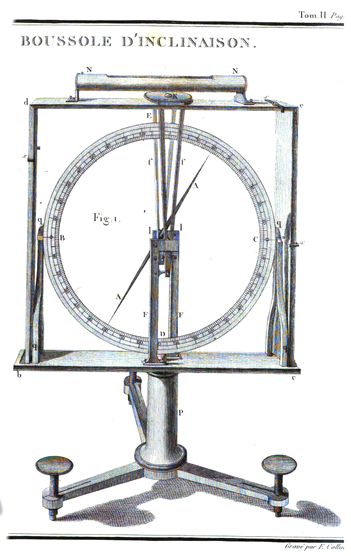
Boussole d'inclinaison utilisée pour les relevés.

L'expédition d'Entrecasteaux (1791-1794) est une mission de secours ordonnée par l'Assemblée constituante et placée sous les ordres du contre-amiral Antoine Bruny d'Entrecasteaux dans l'océan Pacifique pour retrouver les traces de l'expédition scientifique conduite par le célèbre navigateur et explorateur La Pérouse, dont on était sans nouvelles depuis trois ans. C'est également un voyage d'exploration scientifique, utile à la navigation, à la géographie, au commerce, aux arts et aux sciences, qui disposa de moyens supérieurs à ceux de Lapérouse pour remplir sa mission en astronomie et en géographie mais pas en ce qui concerne sa pharmacopée, transformant ce voyage en catastrophe sanitaire.
Partie à bord de deux gabares armées en frégates, La Recherche et L'Espérance, qui n'étaient malheureusement pas faites pour naviguer de concert, ce qui engendra la suppression de certaines escales d'avitaillement indispensables pour la santé des embarqués, l'expédition mobilisera 219 officiers, « savants » (naturalistes, botanistes, minéralogistes, ingénieurs, géographe et hydrographe) et hommes d'équipage dont une grande partie ne survivra pas au voyage.
Si elle échoua dans la mission qui lui avait été assignée, à savoir retrouver « Monsieur de la Pérouse », cette expédition permit d'améliorer la connaissance de la topographie de nombreuses îles de l'océan Indien, îles qui portent aujourd'hui le nom de membres de l'expédition ; ainsi que de procéder à de nombreuses découvertes, notamment en botanique. Ce fut, grâce aux travaux de Beautemps-Beaupré, un véritable laboratoire de l'hydrographie moderne.

## Le contexte de l'expédition
Partie de France en 1785, l'expédition de La Pérouse avait été vue pour la dernière fois le 10 mars 1788 quittant Botany Bay en Nouvelle-Hollande (Australie). Elle avait été aperçue par les vaisseaux de la First Fleet qui transportaient des bagnards depuis l'Angleterre, sous le commandement d'Arthur Phillip, quittant Port Jackson après avoir estimé que Botany Bay ne convenait pas pour l'implantation d'un établissement,. Mais, en 1791, cela faisait trois ans que l'on était sans nouvelles de l'expédition.
Au début de 1791, la société d'histoire naturelle de Paris sensibilise l'Assemblée constituante sur le sort de cette expédition. Aussi, c'est dans l'espoir de retrouver la trace de cette expédition « entreprise pour le progrès des sciences » que l'Assemblée constituante et le roi Louis XVI décidèrent de confier une mission au contre-amiral d'Entrecasteaux.
C'est le contre-amiral Antoine Bruny d'Entrecasteaux qui est chargé de partir à la recherche de La Pérouse. Ce dernier, après avoir dirigé les forces navales françaises dans l'océan Indien, s'était particulièrement illustré lors d'une expédition au Levant au cours de laquelle il avait ouvert une nouvelle route maritime vers la Chine, en passant par le détroit de la Sonde, les Moluques, les Mariannes et les Philippines, jusqu'à Canton, et où il avait traversé, à contre-mousson, des régions inexplorées et dangereuses. Ce succès lui vaut par la suite d'être nommé gouverneur général des Mascareignes (Île-de-France, de Bourbon et île Rodrigues) entre le mois de février 1787 et novembre 1789, date à laquelle il rentre en France.
Pour mener à bien cette expédition, d'Entrecasteaux demande au gouvernement « deux flutes du port d'environ cinq-cent tonneaux ». Le gouvernement lui fournit un budget de 1 160 000 livres prélevé sur le budget de 30 millions de livres de la Marine royale, un montant qui s'élèvera finalement à 1 369 516 livres avec l'acquisition du matériel scientifique nécessaire aux « savants » embarqués. On lui fournit deux gabares, La Truite et La Durance, dont les coques sont doublées de cuivre et armées de canons. Une fois les travaux effectués, les deux frégates sont rebaptisées respectivement La Recherche et L'Espérance.

## Les plans de d'Entrecasteaux
Pour retrouver les traces de la Pérouse, d'Entrecasteaux disposait d'une lettre que le navigateur disparu avait adressée au Ministre de la Marine et datée du 7 février 1788. Tous les points de reconnaissance cités dans cette lettre forment le complément de ceux qui entraient dans le plan de campagne de La Pérouse. À Paris, on recommande au contre-amiral d'Entrecasteaux de les faire dans l'ordre où ils étaient relatés ; ce qu'il fera aussi strictement que les circonstances le lui permettront.

## Déroulement de l'expédition

### Dans l'océan Atlantique
Le 28 septembre 1791, l'expédition appareille du port de Brest et gagne la haute mer le lendemain. Les premières escales eurent lieu à Sainte-Croix de Tenerife aux îles Canaries (12 au 23 octobre 1791). Le 28 novembre, l'équateur est franchi; le 17 décembre, les navires coupent le tropique du Capricorne avant d'atteindre le cap de Bonne-Espérance, le 16 janvier 1792.
Sur place, le gouverneur hollandais remet à d'Entrecasteaux la lettre de Saint-Félix, commandant des forces navales françaises dans les Mers de l'Inde, basé sur l'Île-de-France, qui apprenant la tenue de l'expédition avait fait affréter la frégate L'Attalante, commandée par le capitaine Bolle, à destination du Cap pour lui porter les nouvelles dont il était en possession.
D'après les témoignages du capitaine Préaudet, commandant du navire Le Jason en provenance de Batavia (Indes néerlandaises), et de Pierre Mangon Lépinay, commandant du Marie-Hélène également en provenance de Batavia, le commodore Hunter et l'équipage de la frégate anglaise Syrius, qui était en transit à Batavia après avoir fait naufrage près de l'île de Norfolk, affirmaient avoir aperçu des Indiens portant des ceintures et des uniformes de marine européens, alors que son bateau mouillait près des îles de l'Amirauté.
Au Cap, les provisions sont reconstituées et trois hommes sont débarqués pour raisons de santé, le minéralogiste Jean Blavier, le peintre Chailly-Ely et l'astronome Claude Bertrand — ce dernier qui avait fait une chute de 15 mètres en redescendant de la montagne de la Table et décédera au Cap en avril 1792. Le 16 février 1792, La Recherche et L'Espérance quittent le port du Cap.
Le 18 février, le maître charpentier de l'expédition, Louis Gargan décède « victime des excès auxquels il s'était livré » pendant le mouillage au Cap ; et deux passagers embarqués clandestinement manifestent leur présence, un déserteur de la garnison du Cap et un Allemand, condamné pour dettes en Angleterre et destiné à être emmené au bagne en Nouvelle-Hollande.

### La traversée de l'océan Indien

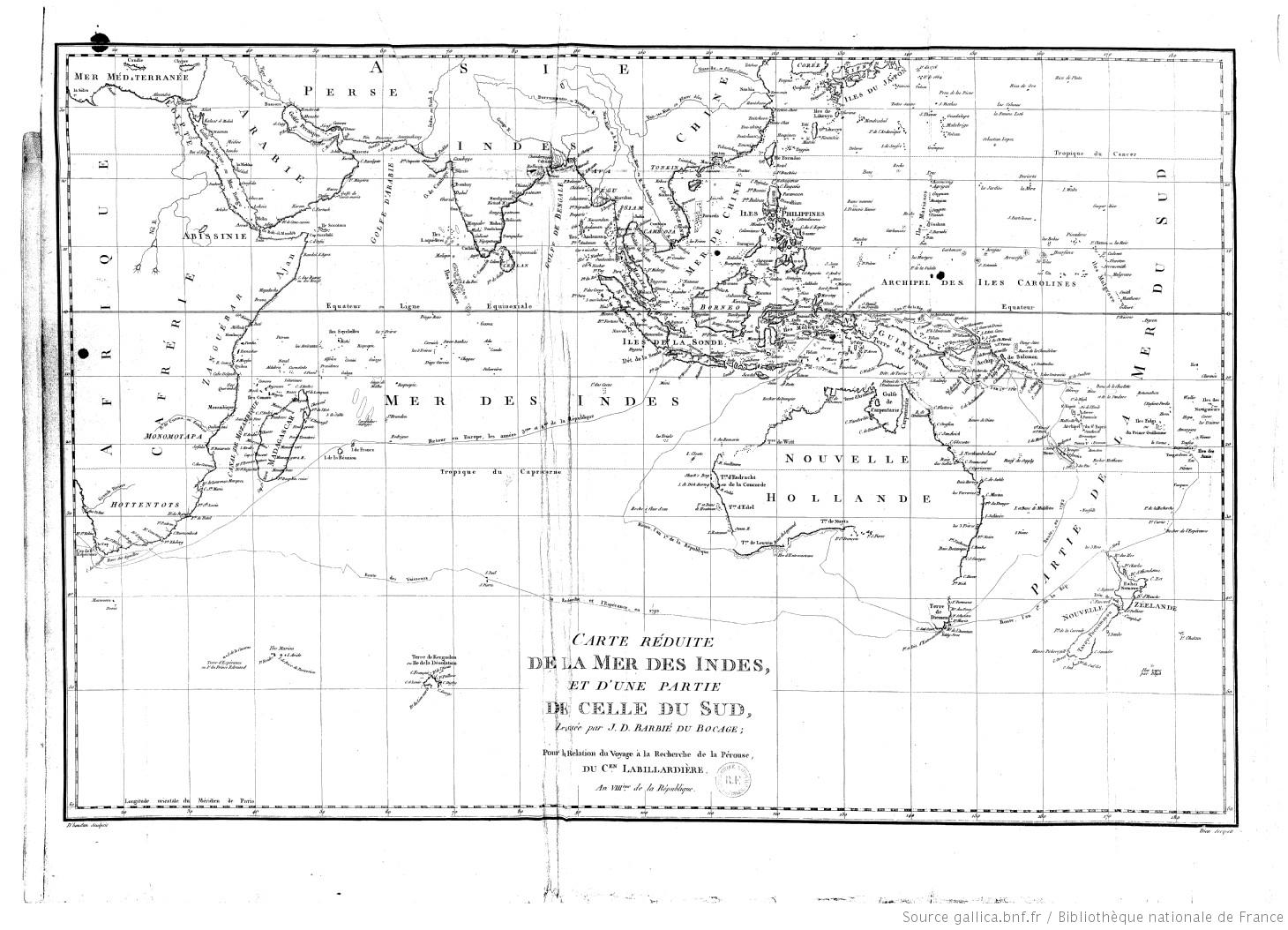
Trajet de l'expédition, tel qu'il est publié dans la Relation… de La Billardière (1799).

Le 25 février 1792, les frégates de l'expédition longent les côtes de Natal ; le 3 mars, elles pénètrent dans le canal du Mozambique. Les dépositions des capitaines Préaudet et Mangon Lépinay avaient fini par convaincre d'Entrecasteaux de se rendre sans tarder aux îles de l'Amirauté, ce qu'il voulait faire avant la mousson en passant au nord de la Nouvelle-Hollande (Australie).
Le 28 mars 1792, l'expédition est en vue de l'île Saint-Paul (alors en proie à une éruption) et de l'île Amsterdam. Et, un mois plus tard, la Tasmanie est atteinte.

### La baie de la Recherche
Pour un article plus général, voir Baie de la Recherche.

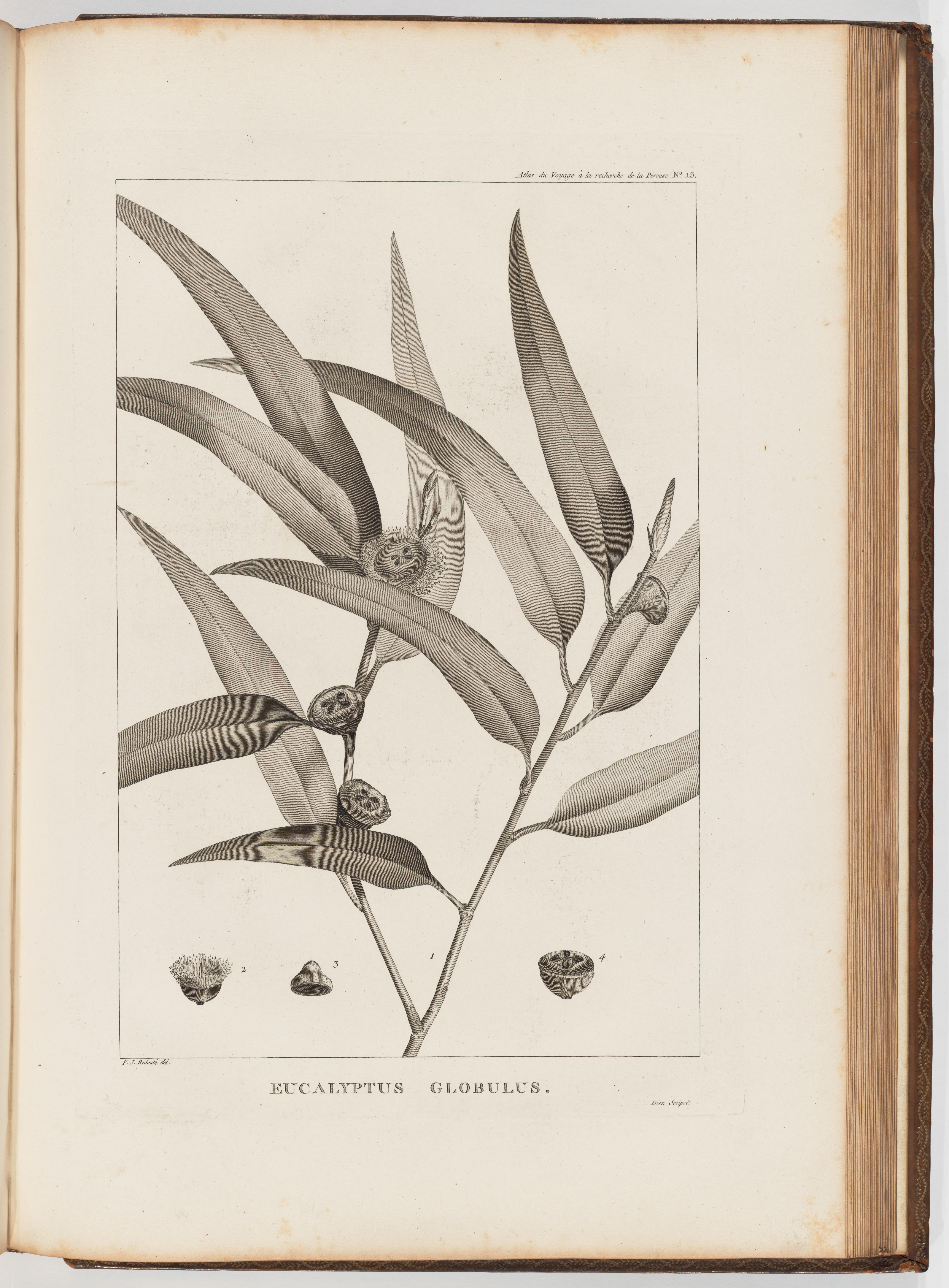
Eucalyptus globulus, P.-J. Redouté

Le 21 avril, le cap Van Diemen (cap du Sud-Est) est franchi par l'est et, le 23, les navires s'engagent dans ce qu'ils croient être la baie de l'Aventure (mais qui est en réalité la baie des Tempêtes), où se trouve l'actuelle capitale Hobart. Cette baie est alors renommée baie de la Recherche, du nom du navire amiral de l'expédition et l'abri naturel formé par cette baie est baptisé Port d'Entrecasteaux, du nom de son commandant.
Les excursions sur la terre ferme permettent aux scientifiques de l'expédition de découvrir des cygnes noirs (Cygnus atratus) et de nouvelles formes d'eucalyptus (Eucalyptus globulus et Eucalyptus resinifera) et de persil (Apium prostratum).
Le 8 mai, le jardinier Félix Delahaye plante non loin du rivage le premier jardin potager européen de Tasmanie. Ce dernier devait servir de source de nourriture aux équipages, mais était également conçu comme outil de civilisation des populations indigènes et source d'approvisionnement pour les vaisseaux européens qui viendraient y faire escale dans le futur.
Le 17 mai, après 25 jours passés dans la baie de la Recherche, les navires de l'expédition reprennent la mer, mettent le cap à l'Est et s'engagent dans un canal qui sépare l'île de Tasmanie d'une autre île. Le canal est baptisé détroit d'Entrecasteaux et l'île, île Bruny. Les jours suivants, les deux frégates mouillent non loin de l'île aux Perdrix et les membres de l'expédition entrent brièvement en contact avec des Aborigènes locaux,. Le 28 mai, l'expédition atteint l'extrémité du canal d'Entrecasteaux, double le cap Pillar le lendemain, rejoint l'océan Pacifique et se met en route vers la Nouvelle-Calédonie.

### Nouvelle-Calédonie (juin - juillet 1792)
Le 5 juin, le manque d'eau douce commence à se faire ressentir parmi les équipages. Le 16 juin à huit heures du matin, l'île des Pins à la pointe sud de la Nouvelle-Calédonie est en vue, et le 20 juin, L'Espérance manque de faire naufrage sur les récifs de l'île. Les jours qui suivent sont passés à cartographier la côte sud de la Nouvelle-Calédonie, et le manque d'eau se fait à nouveau sentir.
Le 8 juillet 1792, l'expédition d'Entrecasteaux atteint les Arsacides, un archipel situé au nord-ouest des îles Salomon découvert en 1767 par le capitaine français Jean de Surville, et renommé Nouvelle-Géorgie par l'explorateur anglais John Shortland. Le 10, La Recherche et L'Espérance effectuent le tour de l'île de Bougainville.
Le 17 juillet 1792, l'île aux Marteaux est dépassée et les Français passent entre l'île des Cocos et la Nouvelle-Irlande, à proximité de laquelle les frégates sont mises au mouillage jusqu'au 24 juillet. D'Entrecasteaux qui songeait à rester sur place une quinzaine de jours dut modifier ses plans en raison du mauvais temps.
Empruntant le canal Saint-Georges, l'expédition poursuit sa course en doublant l'île de Man (le 25), l'île de Sandwich (le 26) et en empruntant le canal séparant la Nouvelle-Irlande de la Nouvelle-Hanovre. Le 28 juillet 1792, l'expédition poursuit sa route vers les îles de l'Amirauté où, selon le témoignage du capitaine anglais Hunter, des hommes portant des uniformes européens avaient été aperçus. Ces îles sont atteintes le lendemain. Le capitaine de L'Espérance, Huon de Kermadec se rend à bord de La Recherche pour se concerter avec d'Entrecasteaux. À terre, des indigènes manifestent des signes de joie et d'étonnement, des canots sont mis à la mer et des échanges ont lieu avec les habitants des lieux.
Le 12 août, l'expédition passe au large des îles Schouten et le 14 août à quelques milles nautiques de l'île de la Providence en Nouvelle-Guinée. Les côtes de la Nouvelle-Guinée sont longées jusqu'au 23 août, puis celles de Batanta, d'Entrecasteaux ayant pour dessein de rejoindre les Moluques en passant par le détroit de Watson plutôt que par le détroit de Pitt. Le 1er septembre, l'équipage aperçoit des feux allumés sur les côtes de l'île de Céram.

### L'escale à Amboine
Au début du mois de septembre 1792, le nombre de scorbutiques augmente grandement parmi les membres de l'expédition. Le 6 septembre, La Recherche, suivie de peu par L’Espérance, atteint la colonie hollandaise d'Amboine. D'Entrecasteaux envoie alors son second lieutenant demander au gouverneur de la ville la permission de se ravitailler. Les nouvelles d'Europe ne parvenant dans ce point reculé qu'avec dix-huit mois de retard, et Batavia étant trop éloignée pour en espérer une réponse rapide, cette permission lui est accordée et un accueil chaleureux leur est réservé.
À Amboine, l'aumônier et naturaliste Louis Ventenat tombe gravement malade. Atteint d'une « fièvre maligne », il est pris en charge par le chirurgien-major Pierre Renard et par le chirurgien de l'hôpital militaire d'Amboine, le Hollandais Hoffman, et d'un médecin malais. Il mettra huit jours avant de se rétablir complètement.
Le 13 octobre 1792, plus d'un mois après leur arrivée à Amboine, et après avoir reconstitué leurs provisions de nourriture et d'eau douce, les navires de l'expédition quittent la petite colonie hollandaise.

### Circumnavigation autour de l'Australie
D'Entrecasteaux prend alors la décision de mettre le cap au sud-ouest afin de rejoindre la côte sud de la Nouvelle-Hollande (Australie-Occidentale). Le 20 octobre, l'expédition passe à proximité de l'île Kisser et longe la côte nord du Timor, le 26 elle est en vue de l'île de Savu (aujourd'hui une des petites îles de la Sonde orientales). Le 18 novembre, le tropique du Capricorne est franchi. Le 6 décembre, les navires qui s'étaient enfoncés trop à l'ouest dans l'océan Indien mettent le cap à l'est afin de rejoindre la Nouvelle-Hollande.
Les jours suivants, les deux frégates longent la côte sud de l'Australie-Occidentale, lorsqu'elles sont surprises par une tempête le 9 décembre, qui menace de les faire s'échouer contre des rochers. C'est Jacques-Bertrand Legrand, enseigne à bord de L'Espérance qui sauve l'expédition en découvrant un abri, auquel d'Entrecasteaux donne le nom de baie de l'Espérance, en l'honneur de son second navire.
Pour un article plus général, voir Baie de l'Espérance.
Mais l'eau douce commençant à manquer à bord, et étant dans l'impossibilité de se réapprovisionner dans la baie de l'Espérance , d'Entrecasteaux ordonne dès le 14 décembre de procéder à un rationnement. Le 23 décembre, l'expédition quitte la baie, retardée de plusieurs jours par le naturaliste Claude Antoine Gaspard Riche qui s'était perdu à terre.
En raison des pénuries précédemment évoquées, décision est prise de rallier la baie de la Recherche, plus à l'est, où l'expédition s'était arrêtée en avril 1792 et où d'Entrecasteaux savait qu'il était possible de se ravitailler. Le 24 décembre, l'expédition atteint la baie des Roches. La Billardière y découvre une nouvelle espèce végétale qu'il nomme Mazeutoxeron reflexum (Correa reflexa (en)). De retour dans la baie de la Recherche, le 21 janvier 1793, l'expédition se met en recherche du jardin potager planté un an plus tôt par le jardinier Félix Delahaye. Mais le rendement du jardin potager était décevant, les graines ayant été plantées dans un sol sec et sablonneux. Cette fois, Delahaye essaya d'expliquer aux aborigènes locaux que les tubercules, lorsqu'ils étaient cuits sur des braises, étaient comestibles,.
En retournant à la baie de la Recherche, les deux frégates venaient d'effectuer une circumnavigation antihoraire complète du continent.
Le 14 février 1793, l'expédition quitte la baie de la Recherche avec l'intention d'aller mouiller dans le canal d'Entrecasteaux qui est atteint le 19 février. Le 23, l'expédition fait à nouveau escale dans la baie de l'Aventure, sur l'île Bruny. Le jardinier Delahaye y retrouve deux grenadiers, un cognassier et trois figuiers, plantés en 1792 par l'expédition de Bligh, ainsi qu'une inscription laissée par le capitaine Bligh.

### Nouvelle-Zélande et Pacifique sud
Le 28 février 1793, les navires appareillent de la baie de l'Aventure et doublent le cap Pillar. Le 12 mars, l'expédition arrive en vue de la Nouvelle-Zélande et, sans prendre le temps de s'y arrêter, poursuit sa route vers les « îles des Amis » (ancien nom de Tonga).
Le 17 mars, l'expédition atteint l'île Curtis. L'amiral d'Entrecasteaux repère à cinquante deux milles de là une île qu'il baptise île Raoul en l'honneur de son quartier-maître. Et, en ayant découvert une quatrième baptisée du nom de L'Espérance, il décide que les îles forment un archipel qu'il baptise archipel Kermadec, en l'honneur de son commandant en second.
Le 24 mars, Tongatapu, la principale île des Tonga est en vue, et le réapprovisionnement est effectué sous la responsabilité du lieutenant La Grandière.
À Tonga, La Billardière et Delahaye reçoivent l'instruction de collecter des plants d'arbre à pain de qualité destinés à être transportés sur l'Île-de-France. Les 200 plants sélectionnés par leurs soins sont conditionnés dans des caisses en bois rectangulaires dotées de trous pour permettre le drainage et d'un cadre en verre et en grillage pour permettre une régulation de la température, à l'image de ce qu'avait fait David Nelson, jardinier-botaniste du capitaine Bligh sur la Bounty en 1792.
En outre, les récits détaillés des insulaires à propos de leurs rencontres avec des Européens permirent à d'Entrecasteaux d'apprendre que La Boussole et L'Astrolabe, les vaisseaux de La Pérouse n'avaient pas mouillé à proximité des îles Tonga. Aussi, le 10 avril 1793, l'expédition quitte les Tonga en direction du nord-est. Le 16 avril, elle aperçoit Erronan, Anatom et Tanna, trois îles de l'« archipel du Saint-Esprit », avant de mettre les voiles à l'ouest en direction de la Nouvelle-Calédonie qui est atteinte le 18 avril, pour la seconde fois depuis le départ de Brest en 1791.

### Nouvelle-Calédonie (avril - mai 1793)

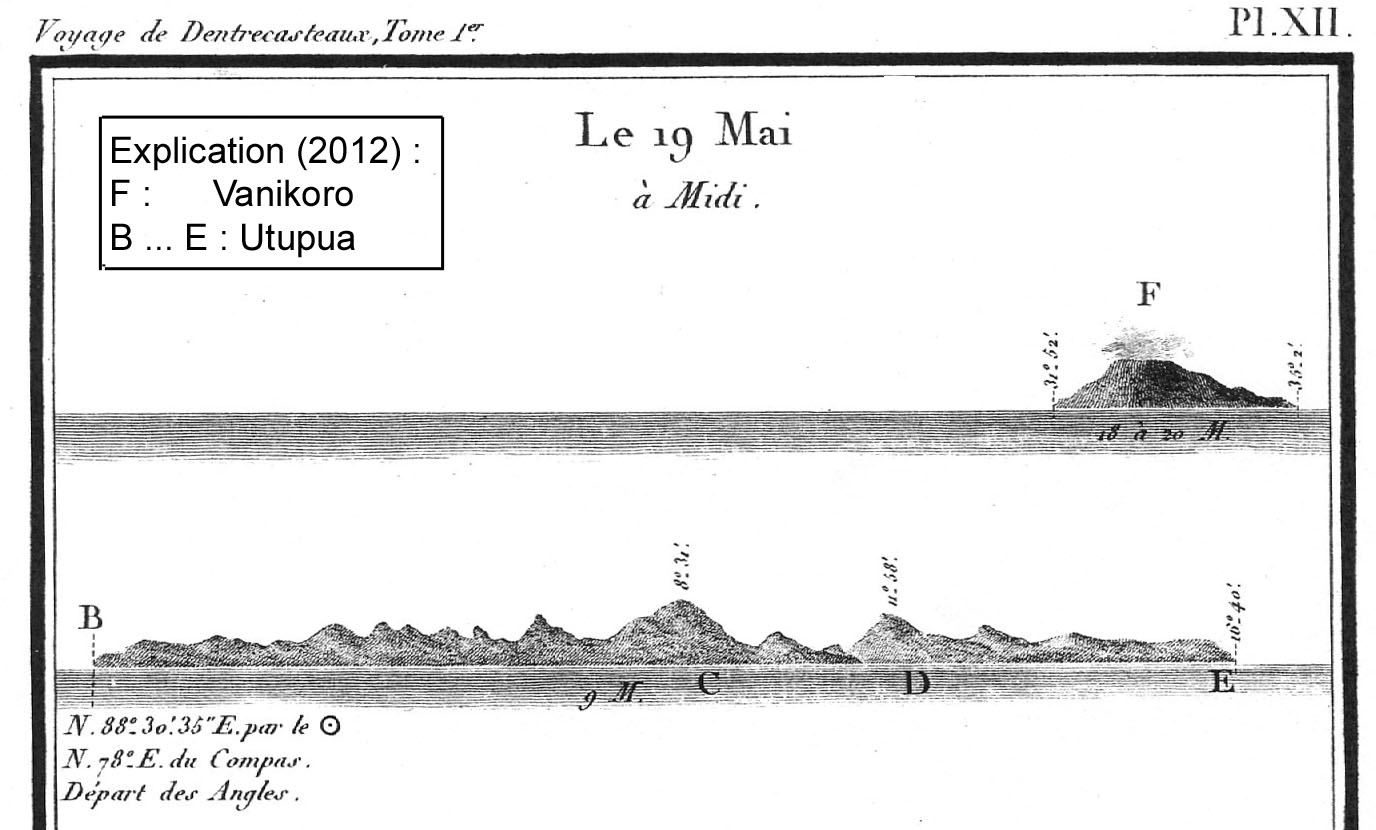
Vanikoro vue par l'expédition d'Entrecasteaux

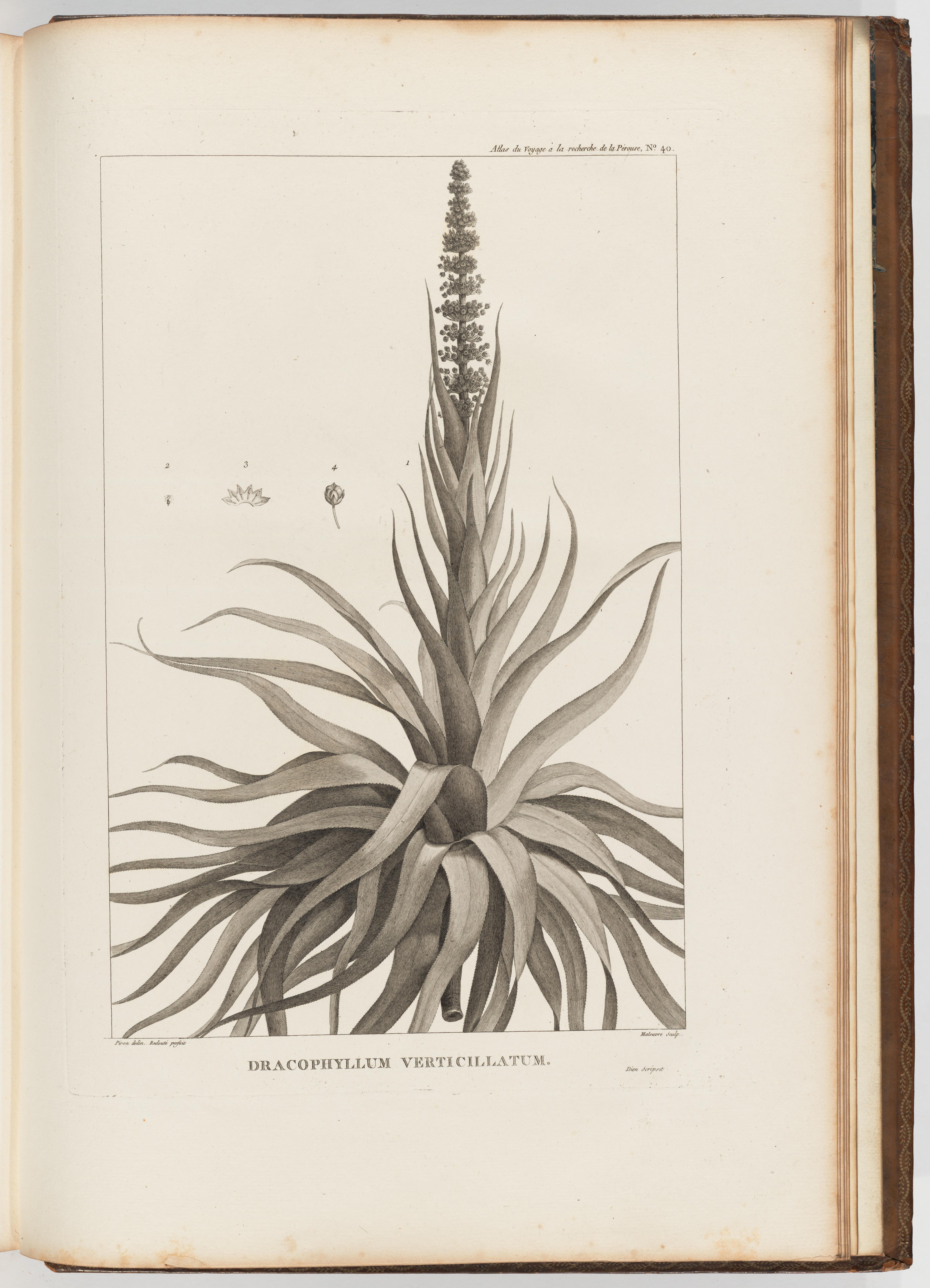
Dracophyllum verticillatum

Ayant atteint l'île de l'Observatoire, ainsi nommé par James Cook lors de son voyage de 1774, l'expédition fait la rencontre de Kanaks anthropophages. La Billardière y découvre une plante qu'il nomme Dracophyllum verticillatum.
Le 6 mai 1793, le capitaine de L'Espérance et commandant en second de l'expédition, Jean-Michel Huon de Kermadec meurt d'épuisement, considérablement affaibli par le scorbut qui le rongeait depuis plusieurs semaines, il est enterré selon ses volontés sur l'île de l'Observatoire (Pudyoua en kanak), sans aucun monument, de peur que les cannibales rencontrés ne viennent déterrer sa dépouille. Le 8 mai, d'Entrecasteaux confie le commandement de L'Espérance à son second à bord de La Recherche, le lieutenant de vaisseau d'Hesmivy d'Auribeau, alors âgé de 33 ans.
En Nouvelle-Calédonie, d'Entrecasteaux ne parvient pas à recueillir d'informations supplémentaires sur l'expédition de La Pérouse. Le 10 mai, la décision est prise de partir. Le lendemain, les frégates dépassent l'île Huon et le surlendemain l'île Sainte-Croix. Un des membres de l'équipage est tué par une flèche des indigènes de l'île. L'expédition croise alors au large de Vanikoro, une des îles Santa Cruz, sans savoir qu'il s'agissait de l'endroit où La Boussole et l'Astrolabe de La Pérouse avaient fait naufrage.
| \| Vanuatu Nouméa Mont Panié Mont Humboldt Grande Terre Île Hunter Île Matthew Île Walpole Île des Pins Maré Tiga Lifou Ouvéa Beautemps-Beaupré Récifs de l'Astrolabe Bélep Récifs d'Entrecasteaux Île Surprise Île Fabre Récif Pétrie Île Huon Île Renard Île Bampton Îlots Avon Îlots du Mouillage Caye de l'Observatoire \| Principaux récifs et îles de Nouvelle-Calédonie. Un certain nombre d'entre eux portent le nom de membres de l'expédition d'Entrecasteaux. |
| Vanuatu Nouméa Mont Panié Mont Humboldt Grande Terre Île Hunter Île Matthew Île Walpole Île des Pins Maré Tiga Lifou Ouvéa Beautemps-Beaupré Récifs de l'Astrolabe Bélep Récifs d'Entrecasteaux Île Surprise Île Fabre Récif Pétrie Île Huon Île Renard Île Bampton Îlots Avon Îlots du Mouillage Caye de l'Observatoire |

Fin mai, l'expédition atteint les îles Salomon, passe à proximité des îles de la Délivrance (probablement les actuelles île Santa-Ana et île Santa Catarina), puis entre l'île Saint-Christophe (île San Cristobal) et celle de Guadalcanal, découvertes par Álvaro de Mendaña au XVIe siècle.
Le 12 juin, l'expédition poursuit sa route à l'ouest et atteint les côtes des Louisiades; l'île Rossel y est découverte et baptisée en l'honneur du lieutenant de vaisseau Élisabeth-Paul-Édouard de Rossel, l'expédition continue au nord en longeant la côte orientale de la Nouvelle-Guinée. De nouvelles terres sont baptisées en l'honneur de membres de l'expédition, les îles Trobriand du nom du premier lieutenant de L'Espérance, Jean François Sylvestre Denis de Trobriand, l'archipel des Luzançay, du nom du lieutenant Pierre Carré de Luzançay, et les îles d'Entrecasteaux.

### Nouvelle-Guinée

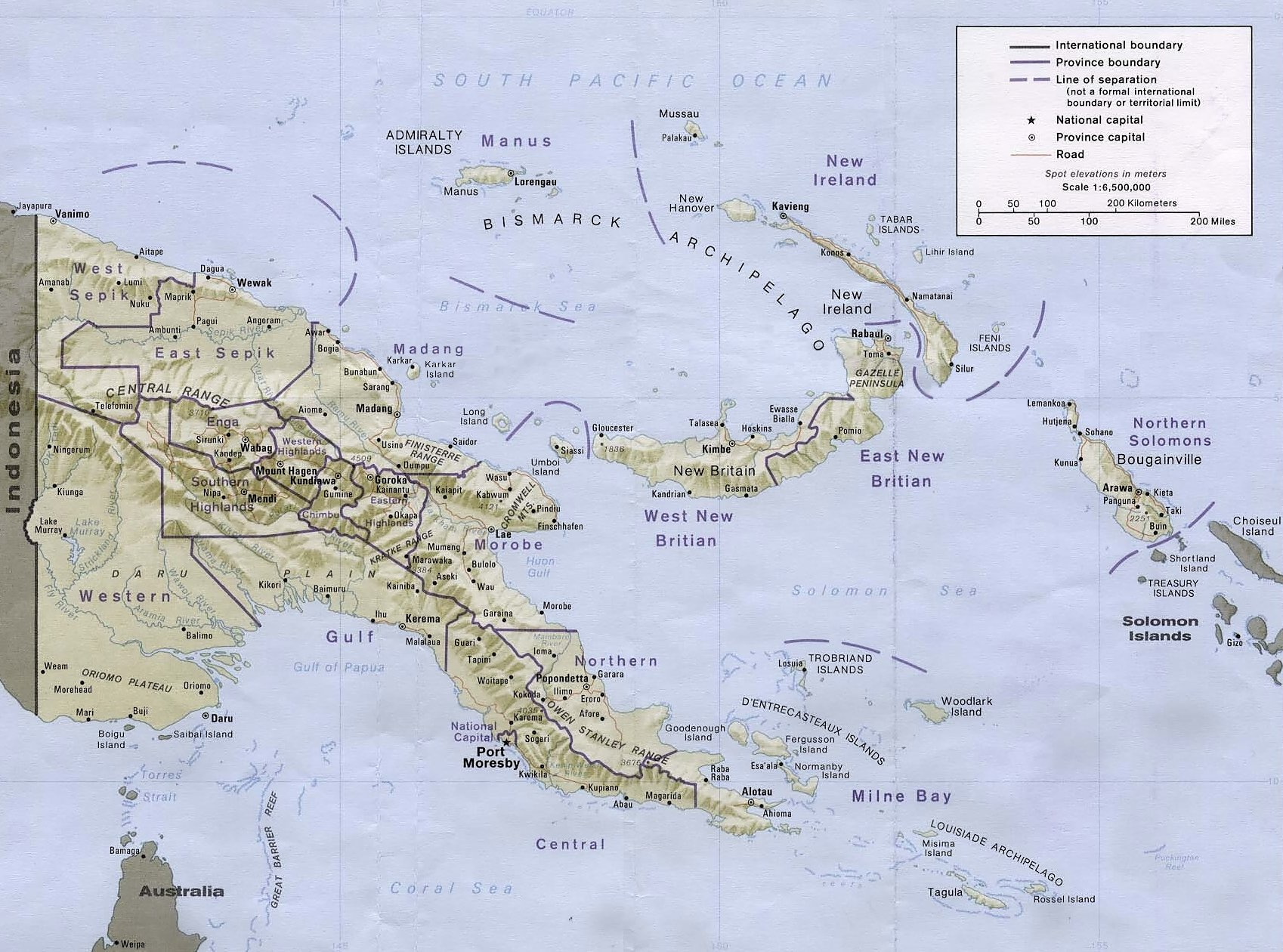
Carte de la Nouvelle-Guinée

La remontée se poursuit en direction du Détroit de Dampier, entre la Nouvelle-Guinée et la Nouvelle-Bretagne, passe par le golfe d'Huon, avant d'atteindre le détroit, le 8 juillet. Des relevés topographiques sont effectués dans la région. Les symptômes du scorbut réapparaissent parmi les membres de l'expédition. Le 10 juillet, l'expédition passe près des îles Portland; le 11, les îles de l'Amirauté et le 18 juillet les îles Anachorètes.
Le 21 juillet 1793, vers 19 h, le contre-amiral d’Entrecasteaux meurt du scorbut. L'expédition passe alors sous le commandement Alexandre d'Hesmivy d'Auribeau. Elle fait escale sur l'île de Waygiou (du 16 au 28 août), puis dans celle de Buru (du 4 au 16 septembre) dans les Moluques (non loin de la colonie hollandaise d'Ambon, visitée en septembre 1792) ; emprunte le Détroit de Bouton et fait escale sur l'île de Pangesani.
Sur l'île Bouton, les deux frégates se réapprovisionnent en riz, maïs, canne à sucre, igname, poules, canards et chèvres. Le 9 octobre, elles quittent le détroit de Bouton; le 19 octobre, elles jettent l'ancre à Madura (en actuelle Indonésie), à l'entrée du canal qui mène à la colonie de Surabaya. Une chaloupe est envoyée vers la colonie hollandaise, afin qu'un pilote vienne assister les frégates à naviguer dans ce canal. Le 25 octobre, cinq jours après le départ de la chaloupe, une lettre de l'officier parti en reconnaissance parvient au commandant Alexandre d'Hesmivy d'Auribeau, l'informant que la France était en guerre avec la Hollande et qu'il était retenu prisonnier. Le 26 octobre, deux pilotes hollandais sont néanmoins envoyés. La dysenterie qui sévissait depuis le départ de l'île Bouton avait tué six membres de l'expédition.

### Surabaya et Java
Les membres de l'expédition s'installent à Surabaya mais, dix jours après leur arrivée, le conseil de la ville reçoit des instructions de Batavia (Indes néerlandaises) et réexpédie les membres de l'expédition à bord des frégates, à l'exception des malades qui sont admis à rester en ville. Le 21 décembre 1793, de nouvelles instructions parviennent de Batavia et les sept Français, Laignel, Legrand, Willaumez, Riche, Ventenat, La Billardière et Piron, sont arrêtés par le commandant hollandais de la place. Suspectés d'avoir de la sympathie pour les idées révolutionnaires, ils sont envoyés en détention à Semarang, à 300 kilomètres de là, et leurs travaux sont confisqués. Ceux-ci seront par la suite récupérés par un navire britannique, sur un vaisseau français rapportant les précieux documents en France. Et, sous l'insistance de sir Joseph Banks, ils seront par la suite restitués à la France.
Apprenant que la France était en état de guerre avec ses voisins européens parmi lesquels les Provinces-Unies, l'Angleterre et le royaume d'Espagne, que le roi de France Louis XVI avait été guillotiné le 21 janvier 1793, que la République avait été déclarée, le commandant d'Auribeau — qui était un royaliste convaincu — décide « arborer le pavillon blanc et [de] se mettre sous la protection des Hollandois ». Le 29 juin 1794, il envoie une Lettre au gouvernement émigré. Destitué par le Comité de salut public, avec rétroactivité au 30 novembre 1793, à la suite de ses prises de position royalistes. Il meurt le 21 août 1794. Le second lieutenant Élisabeth-Paul-Édouard de Rossel (1765-1829) prend le commandement de l'expédition.
Les Hollandais se saisissent des deux frégates de l'expédition. [réf. souhaitée]

### Retour en France des survivants
Sur les deux-cent-dix-neuf membres de l'expédition ayant quitté Brest en septembre 1791, seuls quatre-vingt-neuf survivants parvinrent à regagner l'Île-de-France, la plupart étant décédés pendant le long séjour à Java.

## Bilan de l'expédition
Pendant plus de deux ans, l'expédition commandée par d'Entrecasteaux et par ses successeurs explore une vaste région de l'océan Indien et du sud du Pacifique, elle effectue une circumnavigation autour de l'Australie et de la Tasmanie, en passant par les îles Tonga, la Nouvelle-Calédonie et la Nouvelle-Guinée, avant de rejoindre Java. Mais toutes les recherches furent vaines. Nulle part, elle ne retrouve de trace de l'expédition de La Pérouse, bien qu'elle soit passée, en 1793, à quelques milles seulement de l'île Vanikoro, lieu du désastre de l'expédition.
Pourtant, si elle échoua dans son objectif premier, l'expédition se solda néanmoins par une moisson de découvertes botaniques, elle permit de mieux connaître les peuples vivant dans les îles de l'océan Indien et dans le Pacifique sud, de confirmer les découvertes réalisées par les navigateurs européens les ayant précédés et d'améliorer la précision des cartes des régions explorées, notamment grâce aux travaux de l'hydrographe Charles-François Beautemps-Beaupré.
Le nom de d'Entrecasteaux et celui de ses collaborateurs (Huon de Kermadec, Le Grand, Rossel, Beautemps-Beaupré) sont encore aujourd'hui attachés à de nombreux toponymes des côtes qu'ils ont reconnues, comme l'archipel d'Entrecasteaux au large des côtes de Nouvelle-Guinée.

## Principaux membres de l’expédition
La Recherche quitte Brest avec 113 hommes à son bord.
| La Recherche         | La Recherche                                                 | La Recherche                                                                                         |
| État-major           | État-major                                                   | État-major                                                                                           |
| Grade                | Nom                                                          | Note et commentaire                                                                                  |
| -------------------- | ------------------------------------------------------------ | --- |
| contre-amiral        | Antoine Bruny d'Entrecasteaux (1737-1793)                    | Commandant de l'expédition, capitaine de La Recherche                                                |
| Lieutenant           | Alexandre d'Hesmivy d'Auribeau                               | Second à bord de La Recherche, il prend le commandement de l'expédition à la mort de d'Entrecasteaux |
| Lieutenant           | Élisabeth-Paul-Édouard de Rossel                             | Auteur du Voyage de d'Entrecasteaux, envoyé à la recherche de Lapérouse, en 1809                     |
| Lieutenant           | Alexis-Ignace de Crestin (1763-1794)                         | |
| Lieutenant           | Alexandre François de la Fresnay de Saint-Aignan (1768-1849) | |
| Sous-lieutenant      | Singler de Welle                                             | |
| Enseigne             | Willaumez l’aîné                                             | Il deviendra par la suite amiral                                                                     |
| Élève                | De Longuerue                                                 | |
| Élève                | F.C.L Achard de Bonvouloir                                   | |
| Volontaire           | Guillaume du Mérite                                          | |
| Chirurgien major     | Pierre Renard                                                | |
| Chirurgien en second | Hyacinthe Boideliot                                          | |
| Scientifiques        |                                                              | |
| Abbé                 | Claude Bertrand (1755–1792)                                  | Astronome                                                                                            |
|                      | Jacques-Julien Houtou de La Billardière (1755-1834)          | Botaniste et naturaliste                                                                             |
|                      | Louis Auguste Deschamps (1765-1842)                          | Botaniste et naturaliste                                                                             |
| Père                 | Louis Ventenat (1765-1794)                                   | Botaniste, naturaliste et aumônier                                                                   |
|                      | Charles-François Beautemps-Beaupré (1766-1854)               | Ingénieur géographe et hydrographe                                                                   |
|                      | Jean Piron (1767-?)                                          | Peintre                                                                                              |
|                      | Félix Delahaye (1767–1829)                                   | Jardinier                                                                                            |

L'Espérance avait, elle, 106 hommes à son bord:
| L'Espérance           | L'Espérance                                         | L'Espérance                                                                                   |
| État-major            | État-major                                          | État-major                                                                                    |
| Grade                 | Nom                                                 | Note et commentaire                                                                           |
| --------------------- | --------------------------------------------------- | --------------------------------------------------------------------------------------------- |
| Capitaine de vaisseau | Jean-Michel Huon de Kermadec (1748-1793)            | Commandant en second de l'expédition, capitaine de L'Espérance                                |
| Lieutenant            | Jean François Sylvestre Denis de Trobriand          | Il a donné son nom aux îles Trobriand et Denis                                                |
| Lieutenant            | Lasseny                                             |                                                                                               |
| Lieutenant            | Claude Marie Dominique de La Grandière (1767-1795)  |                                                                                               |
| Lieutenant            | Pierre Carré de Luzançay                            |                                                                                               |
| Sous-lieutenant       | Jacques-Malo La Motte du Portail (1761-1812)        |                                                                                               |
| Enseigne              | Jacques-Bertrand Legrand ou Le Grand (1763-1794)    | Il sauve l'expédition en découvrant la baie de l'Espérance                                    |
| Enseigne              | Patrice-Gaspard Laignel                             |                                                                                               |
| Enseigne              | Pierre Guillaume Gicquel des Touches                | Il entame l'expédition comme second pilote à bord de La Recherche avant d'être promu enseigne |
| Volontaire            | Pierre Roch Jurien de La Gravière                   |                                                                                               |
| Élève                 | Aymar Louis François Bourgeois de Boyne (1775-1853) |                                                                                               |
| Chirurgien major      | Jouannet                                            |                                                                                               |
| Chirurgien en second  | Maurice Raphaël Gauffre (1768-1841)                 |                                                                                               |
| Scientifiques         |                                                     |                                                                                               |
|                       | Amboise Pierson (?-1796)                            | Astronome et aumônier                                                                         |
|                       | Claude Antoine Gaspard Riche (1762-1798)            | Botaniste et naturaliste                                                                      |
|                       | Jean Blavier (1764-1828)                            | Botaniste, naturaliste et minéralogiste                                                       |
|                       | Miroir-Jouvency (1754-1798)                         | Ingénieur géographe                                                                           |
|                       | Chailly-Ely                                         | Peintre, dessinateur                                                                          |

## Publications

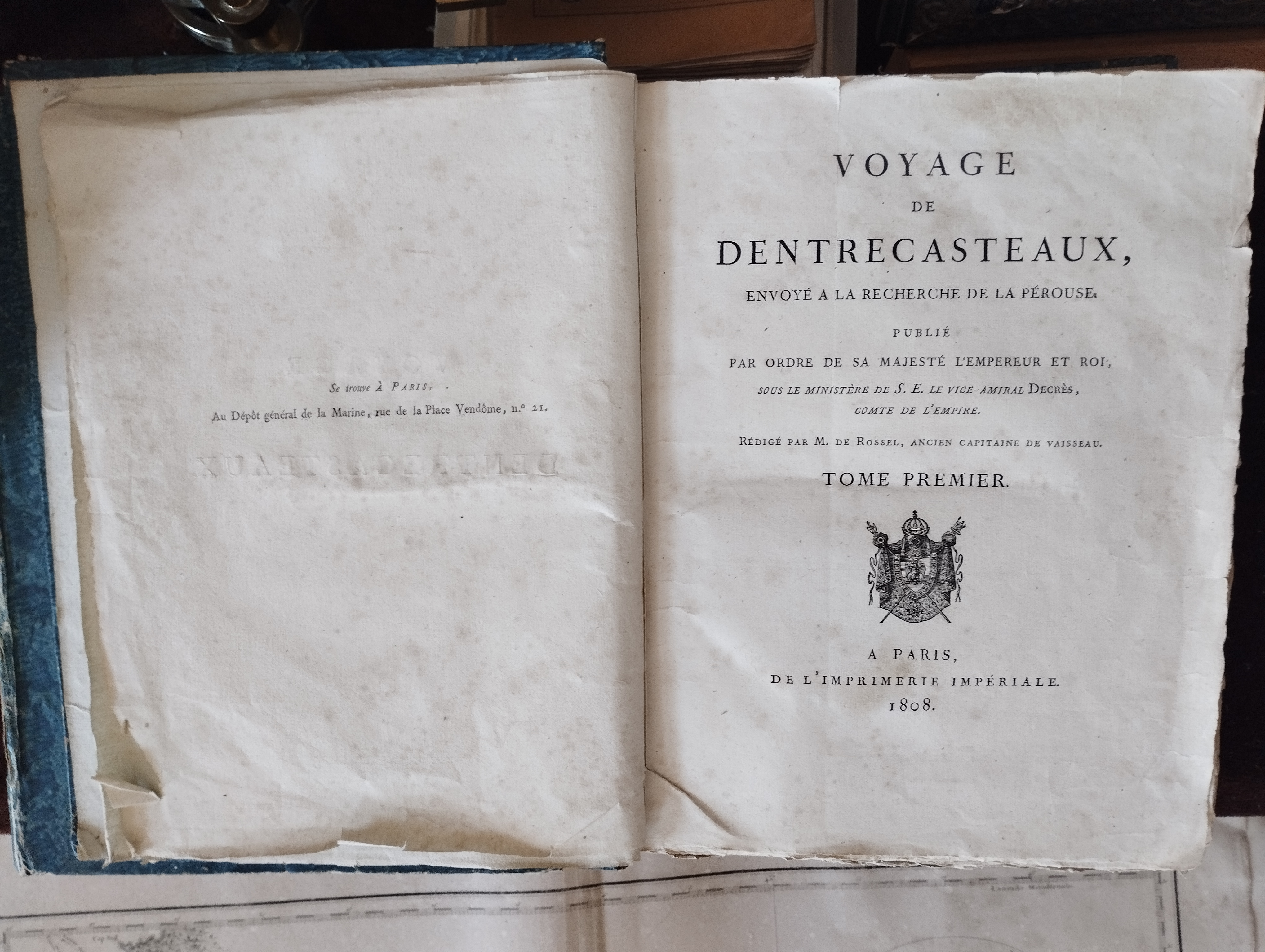
Voyage de d'Entrecasteaux, par Rossel (1808).

- J.H. de La Billardière, Relation du voyage à la recherche de La Pérouse, fait par ordre de l'Assemblée constituante pendant les années 1791, 1792 et pendant la 1re et la 2e année de la République françoise, Paris, 1799
- Élisabeth Paul Édouard Rossel (red.), Voyage de Dentrecasteaux, envoyé à la recherche de La Pérouse, vol. 2, Imprimerie impériale, 1808 (lire en ligne).

## Autres
- Timbre émis en 1979 par l’administration des Terres australes et antarctiques françaises, commémorant l'expédition, valeur faciale 1,90 F(Yvert 58)[50], Image
- Les archives de l'expédition sont inscrites au Registre international Mémoire du monde de l'Unesco par la France et l'Australie en 2025[51].

## Sources et bibliographie
En français
- « Expédition d'Entrecasteaux », dans Louis-Gabriel Michaud, Biographie universelle ancienne et moderne : histoire par ordre alphabétique de la vie publique et privée de tous les hommes avec la collaboration de plus de 300 savants et littérateurs français ou étrangers, 2e édition, 1843-1865 [détail de l’édition]
- Étienne Taillemite, Marins français à la découverte du monde : De Jacques Cartier à Dumont d'Urville, Paris, éditions Fayard, 1999, 725 p.
- Jacques-Julien Houtou de La Billardière, Relation du voyage à la recherche de La Pérouse, fait par ordre de l'Assemblée constituante pendant les années 1791, 1792 et pendant la 1re et la 2e année de la République françoise, t. 1, Paris, Chez H.J. Jansen, 1799, 441 p. (lire en ligne)
- Jacques-Julien Houtou de La Billardière, Relation du voyage à la recherche de La Pérouse, fait par ordre de l'Assemblée constituante pendant les années 1791, 1792 et pendant la 1re et la 2e année de la République françoise, t. 2, Paris, Chez H.J. Jansen, 1799, 441 p. (lire en ligne)
- Hélène Richard, Le voyage de d'Entrecasteaux à la recherche de Lapérouse, Paris, Éditions du Comité des travaux Historiques et Scientifiques, 1986
- Hélène Richard, « L'expédition de d'Entrecasteaux (1791-1794) et les origines de l'implantation anglaise en Tasmanie », Revue française d'histoire d'outre-mer, vol. 69, no 257,‎ 1982, p. 289-306 (lire en ligne, consulté le 23 août 2017)
- Georges Pisier, D'Entrecasteaux en Nouvelle-Calédonie : 1792 et 1793, Société d'études historiques de la Nouvelle-Calédonie, 1976, 148 p.
- Maurice Dupont, D'Entrecasteaux : rien que la mer, un peu de gloire, Éditions maritimes et d'outre-mer, 1983, 404 p.
- Jean-Pierre Ledru, D'Entrecasteaux à la recherche de la Pérouse : Deux sabots sur la mer, La Rochelle, La Découvrance, 29 juin 2007, 558 p. (ISBN 978-2-84265-521-1, lire en ligne)
- Olivier Chapuis, À la mer comme au ciel, Presses Paris Sorbonne, coll. « Histoire maritime », 1999, 1060 p. (ISBN 978-2-84050-157-2, ISSN 1285-297X, lire en ligne)
- Archives de la Marine à Vincennes (article BB4 1000)
- Yannick Romieux, « Une nouvelle contribution à l'histoire de la Pharmacie navale : Philippe Chaumet, D'Entrecasteaux à la recherche de Lapérouse (1791- 1793) ; sa Pharmacopée », Revue d'histoire de la pharmacie, vol. 84, no 311,‎ 1996, p. 436-437 (lire en ligne, consulté le 23 août 2017)
- Olivier Ikor, L'Archipel des illusions, Robert Laffont, 1990, 316 p. (ISBN 2-221-06632-4)

En anglais
- (en) Edward Duyker, Citizen Labillardière : A Naturalist’s Life in Revolution and Exploration (1755–1834), Melbourne, Miegunyah Press, 2003 (ISBN 978-0-522-85010-9, LCCN 2003447887)
- (en) Edward Duyker et Glynnis M. Cropp, Pacific Journeys : Essays in Honour of John Dunmore, Wellington, Victoria University Press, 2005, 232 p. (ISBN 978-0-86473-507-2, OCLC 62409072, lire en ligne)
- (en) John Mulvaney, The Axe had Never Sounded’ : Place, People and Heritage of Recherche Bay, Tasmania, Canberra, ANU E Press and Aboriginal History, 2007, 141 p. (ISBN 978-1-921313-20-2, lire en ligne)